# Аеропорт Бранденбург — Термінал 5

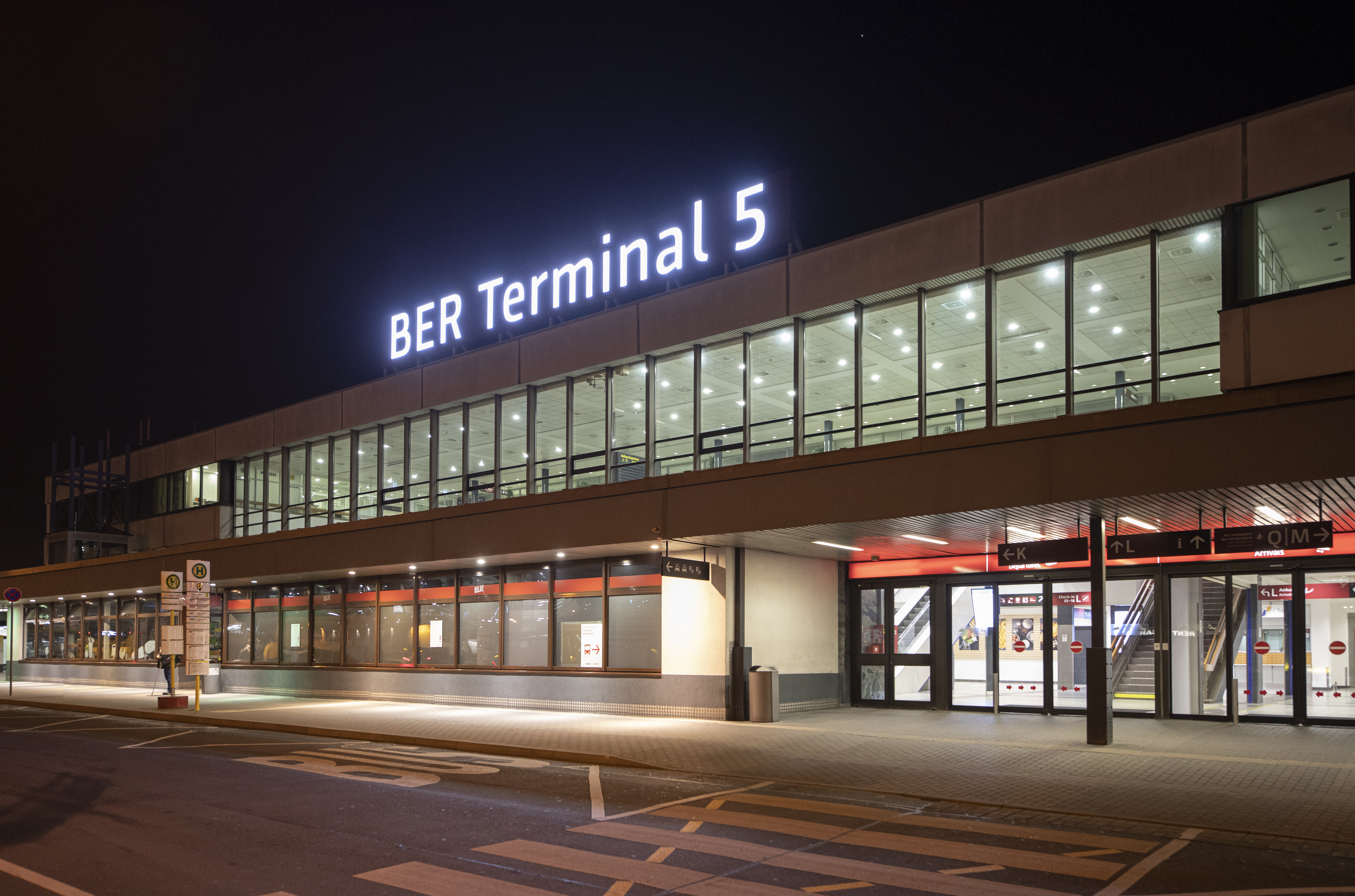
Будівля терміналу вночі

5 термінал аеропорту Бранденбург — один з трьох (інші: 1 і 2) терміналів нового берлінського аеропорту Бранденбург, що працює з 31 жовтня 2020 року. До відкриття нинішнього аеропорту, до якого належить цей термінал, будівля була основним терміналом для вже неіснуючого берлінського аеропорту Шенефельд. Аеропорт Шенефельд був зачинений 25 жовтня 2020 року, а термінал перейшов до володінь нового летовища.
Після відкриття аеропорту Бранденбург інші аеропорти Берліна зачинилися: Берлін-Тегель перестав працювати назавжди 8 листопада 2020 року, а Берлін-Шенефельд став п'ятим терміналом для нового аеропорту.
З моменту закриття Шенефельда, в аеропорті Бранденбург перестали використовувати код ІАТА SXF.
Інші будівлі терміналів Шенефельда будуть використані до відкриття запланованого термінала 3 Бранденбурга у 2030 році, а Ryanair буде їх основним орендарем.

## Історія

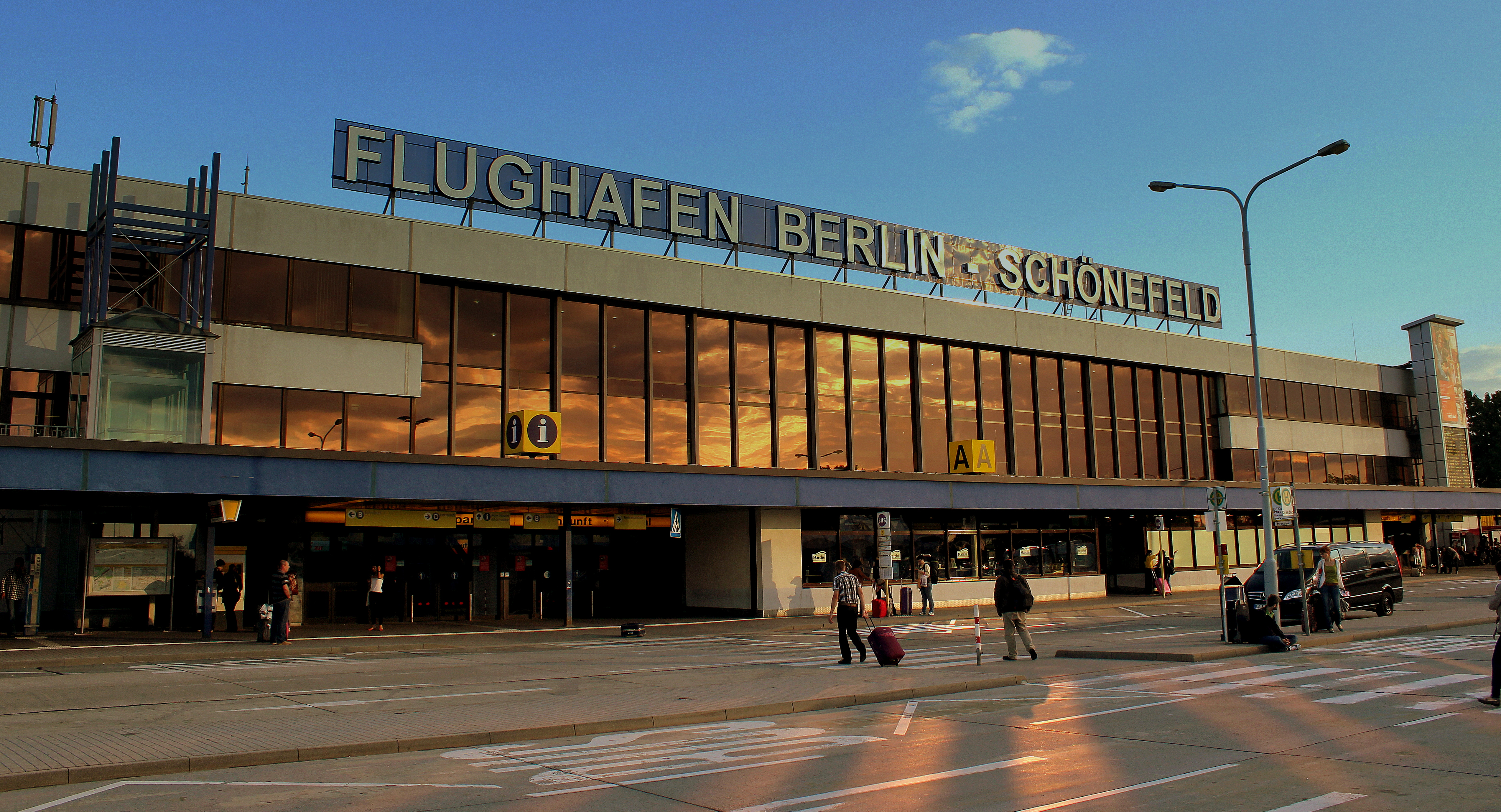
Будівля терміналу під час роботи аеропорту Берлін-Шенефельд.

### Сучасна епоха
«Чартерний» період аеропорту Шенефельд завершився в 2003 році, коли до Шенефельду прийшли авіакомпанії-дискаунтери, серед яких найважливішим клієнтом став EasyJet. 19 грудня 2005 року відбулося відкриття нового терміналу D, який обслуговує низькобюджетні авіакомпанії. У листопаді 2007 року було закрито і згодом частково демонтована північна ЗПС.
З травня 2015 року, як ЗПС використовується південна смуга недобудованого аеропорту Берлін-Бранденбург. ЗПС Шенефельду закрита на ремонт для майбутнього використання, як північна смуга аеропорту Бранденбург.